# Reproduktivitätseigenschaft
Die Reproduktivitätseigenschaft einer Familie von Wahrscheinlichkeitsverteilungen besagt, dass die Summe von stochastisch unabhängigen Zufallsvariablen mit Verteilungen aus dieser Familie 
eine  Verteilung aus derselben Familie besitzt.
Reproduktiv in diesem Sinn sind etwa die Normalverteilungen, die Poisson-Verteilungen, die Gammaverteilungen, die Chi-Quadrat-Verteilungen und die Cauchy-Verteilungen. Eine mit Reproduktivität zusammenhängende Eigenschaft ist die unendliche Teilbarkeit. Für eine Diskussion der Unterschiede siehe dort.

## Beispiel
Sind die reellen Zufallsvariablen {\displaystyle X_{1}} und {\displaystyle X_{2}} stochastisch unabhängig und normalverteilt mit
{\displaystyle X_{1}\sim {\mathcal {N}}(\mu _{1},\sigma _{1}^{2})\quad {\text{und}}\quad X_{2}\sim {\mathcal {N}}(\mu _{2},\sigma _{2}^{2})},
so ist die Zufallsvariable {\displaystyle Y=X_{1}+X_{2}} ebenfalls normalverteilt mit 
{\displaystyle Y\sim {\mathcal {N}}(\mu _{1}+\mu _{2},\sigma _{1}^{2}+\sigma _{2}^{2})}.
Allgemein gilt: Aus {\displaystyle X_{i}\sim {\mathcal {N}}(\mu _{i},\sigma _{i}^{2}),\quad i=1,\ldots ,k} stochastisch unabhängig folgt:
{\displaystyle \sum \limits _{i=1}^{k}X_{i}\sim {\mathcal {N}}\left(\sum \limits _{i=1}^{k}\mu _{i},\sum \limits _{i=1}^{k}\sigma _{i}^{2}\right)}.

## Mehrere Parameter
Wird eine Verteilung durch zwei oder mehrere Parameter beschrieben, so kann es vorkommen, dass Abgeschlossenheit nur bzgl. eines Parameters bei Festhalten der übrigen Parameter vorliegt.
Sind zum Beispiel {\displaystyle X_{n},X_{m}} binomialverteilt mit Parametern {\displaystyle n,m} und {\displaystyle p}, also {\displaystyle X_{n}\sim B_{n,p}} und {\displaystyle X_{m}\sim B_{m,p}}, so ist {\displaystyle (X_{n}+X_{m})\sim B_{n+m,p}}. 
Für festes {\displaystyle p} ist also die Binomialverteilung {\displaystyle B_{n,p}} reproduktiv bezüglich {\displaystyle n}. 
Obiges Beispiel der Normalverteilung zeigt, dass Abgeschlossenheit bei mehreren Parametern auch ohne eine solche Einschränkung vorliegen kann.